# Kaithal (huyện)
Huyện Kaithal là một huyện thuộc bang Haryana, Ấn Độ. Thủ phủ huyện Kaithal đóng ở Kaithal. Huyện Kaithal có diện tích 2799 ki lô mét vuông. Đến thời điểm năm 2001, huyện Kaithal có dân số 945631 người.